# FDJ/2013
Dit is een overzicht van de samenstelling van de FDJ-wielerploeg in  2013.

## Algemeen
Sponsor: La Française des Jeux
Algemeen manager: Marc Madiot
Ploegleiders: Thierry Bricaud, Martial Gayant, Yvon Madiot, Franck Pineau
Fietsmerk: Lapierre
Materiaal en banden: Shimano, Hutchison
Kleding: B'TWIN
Budget: niet bekend
Kopmannen: Arnaud Démare, Thibaut Pinot, Nacer Bouhanni

## Renners
| Naam               | Geboortedatum | Nationaliteit | Ploeg 2012                  |
| ------------------ | ------------- | ------------- | --------------------------- |
| William Bonnet     | 25-06-1982    | Frankrijk     |                             |
| Nacer Bouhanni     | 25-07-1990    | Frankrijk     |                             |
| David Boucher      | 17-03-1980    | België        |                             |
| Sandy Casar        | 02-02-1979    | Frankrijk     |                             |
| Arnaud Courteille  | 13-03-1989    | Frankrijk     |                             |
| Mickaël Delage     | 06-08-1985    | Frankrijk     |                             |
| Arnaud Démare      | 26-08-1991    | Frankrijk     |                             |
| Kenny Elissonde    | 22-07-1991    | Frankrijk     |                             |
| Pierrick Fédrigo   | 30-11-1978    | Frankrijk     |                             |
| Murilo Fischer     | 16-06-1979    | Brazilië      | Team Garmin-Sharp-Barracuda |
| Alexandre Geniez   | 02-09-1988    | Frankrijk     | Argos-Shimano               |
| Anthony Geslin     | 09-06-1980    | Frankrijk     |                             |
| Arnold Jeannesson  | 16-01-1986    | Frankrijk     |                             |
| Matthieu Ladagnous | 12-12-1984    | Frankrijk     |                             |
| Johan Le Bon       | 03-10-1990    | Frankrijk     | Bretagne-Schuller           |
| Laurent Mangel     | 22-05-1981    | Frankrijk     | Saur-Sojasun                |
| Francis Mourey     | 08-12-1980    | Frankrijk     |                             |
| Yoann Offredo      | 12-11-1986    | Frankrijk     |                             |
| Laurent Pichon     | 19-07-1986    | Frankrijk     | Bretagne-Schuller           |
| Cédric Pineau      | 08-05-1985    | Frankrijk     |                             |
| Thibaut Pinot      | 29-05-1990    | Frankrijk     |                             |
| Dominique Rollin   | 29-10-1982    | Canada        |                             |
| Anthony Roux       | 18-04-1987    | Frankrijk     |                             |
| Jérémy Roy         | 22-06-1983    | Frankrijk     |                             |
| Geoffrey Soupe     | 22-03-1988    | Frankrijk     |                             |
| Benoît Vaugrenard  | 05-01-1982    | Frankrijk     |                             |
| Jussi Veikkanen    | 29-03-1981    | Finland       |                             |
| Arthur Vichot      | 26-11-1988    | Frankrijk     |                             |
| Emilien Viennet    | 06-02-1992    | Frankrijk     | Stage                       |

## Belangrijke overwinningen
| Ster van Bessèges 6e etappe (individuele tijdrit): Anthony Roux Ronde van Oman 6e etappe: Nacer Bouhanni Ronde van de Haut Var Eindklassement: Arthur Vichot Parijs-Nice 1e etappe: Nacer Bouhanni Val d'Ille Classic Winnaar: Nacer Bouhanni Ronde van de Sarthe 2e etappe: Nacer Bouhanni 5e etappe: Francis Mourey Parijs-Camembert Winnaar: Pierrick Fédrigo GP Denain Winnaar: Arnaud Démare Tro Bro Léon Winnaar: Francis Mourey La Roue Tourangelle Winnaar: Mickaël Delage Vierdaagse van Duinkerke 1e etappe: Arnaud Démare 2e etappe: Arnaud Démare 3e etappe: Arnaud Démare Eindklassement: Arnaud Démare Puntenklassement: Arnaud Démare Jongerenklassement: Arnaud Démare | Boucles de l'Aulne Winnaar: Matthieu Ladagnous Ronde van Zwitserland 4e etappe: Arnaud Démare Nationale kampioenschappen wielrennen Frankrijk - wegwedstrijd: Arthur Vichot Finland - wegwedstrijd: Jussi Veikkanen Eneco Tour 2e etappe: Arnaud Démare Ronde van Burgos 4e etappe: Anthony Roux Ronde van de Limousin 3e etappe: Matthieu Ladagnous Ronde van Poitou-Charentes 1e etappe: Nacer Bouhanni 2e etappe: Nacer Bouhanni 3e etappe: Nacer Bouhanni Ronde van Spanje 15e etappe: Alexandre Geniez 20e etappe: Kenny Elissonde GP Fourmies Winnaar: Nacer Bouhanni GP van Isbergues Winnaar: Arnaud Démare Ronde van de Vendée Winnaar: Nacer Bouhanni | Ronde van Peking 2e etappe: Nacer Bouhanni 3e etappe: Nacer Bouhanni Puntenklassement: Nacer Bouhanni |

1997 · 1998 · 1999 · 2000 · 2001 · 2002 · 2003 · 2004 · 2005 · 2006 · 2007 · 2008 · 2009 · 2010 · 2011 · 2012 · 2013 · 2014 · 2015 · 2016 · 2017 · 2018 · 2019 · 2020 · 2021 · 2022 · 2023 · 2024 · 2025
AG2R-La Mondiale · Argos-Shimano · Astana · Belkin Pro Cycling · BMC Racing Team · Cannondale Pro Cycling Team · Euskaltel-Euskadi · FDJ · Team Garmin-Sharp · Katjoesja · Lampre-Merida · Lotto-Belisol · Team Movistar · Omega Pharma-Quick Step · Orica-GreenEdge · RadioShack-Leopard · Team Saxo-Tinkoff · Sky ProCycling · Vacansoleil-DCM